# Camillea mucronata
Camillea mucronata är en svampart som beskrevs av Mont. 1855. Camillea mucronata ingår i släktet Camillea och familjen kolkärnsvampar.   Inga underarter finns listade i Catalogue of Life.